# Autotypi
Autotypi (från grekiskans autos = själv och typos = avtryck, avbild) är en fotomekanisk reproduktionmetod för framställning av klichéer efter halvtonsbilder i form av målningar eller fotografi och benämningen på bilder framställda med denna teknik.
Det utmärkande för tekniken är att origalet sönderdelas i ett antal större eller mindre regelbundet ordnade punkter på klichén, en så kallad rasterbild, genom att ett raster placeras framför den fotografiska plåten. Det därigenom erhållna rasternegativet kopieras på en med en hinna av ljuskänsligt kromatlim verragen blankpolerad zink- eller kopparplåt, varvid lomskiktet överallt, där det träffas av ljuset genom negativets klara partier garvas. I efterföljande vattenbad lösas de icke garvade delarna av limmet och mellan lägg där bar?, under det att de garvade partierna sitter kvar olösta och efter ytterligare härdning skyddar metallen på underligande ställen i den efterföljande etsningen från etsningsvätskans frätning. Färdigetsad monteras autotypin på trä- eller metallfot i stilhöjd och trycks i boktryckspress. 
De första försöken med genom raster framställda halvtonsbilder gjordes redan 1852 av Henry Fox Talbot. 1882 framställde Georg Meisenbach i München de första praktiskt användbara autotypierna. Sedan Levy i Filadefia omkring 1890 uppfann korslinjerastret, möjliggjordes de fotografiska reproduktionernas fullständiga genombrott.